# Hilara cilipes
Hilara cilipes är en tvåvingeart som beskrevs av Johann Wilhelm Meigen 1822. Hilara cilipes ingår i släktet Hilara och familjen dansflugor. Inga underarter finns listade i Catalogue of Life.